# Медведь, Алексей Александрович
Алексей Александрович Медведь (бел. Аляксей Аляксандравіч Мядзведзь; 28 сентября 1967) — советский и белорусский борец вольного стиля, призёр чемпионатов СССР, участник чемпионатов Европы. Сын трёхкратного олимпийского чемпиона по вольной борьбе Александра Медведя.

## Спортивная карьера
В июле 1986 года в Канаде стал обладателем Кубка мира среди молодёжи. В августе 1987 году в канадском Бернаби стал чемпионом мира среди молодёжи. В июне 1990 в Улан-Удэ в финале чемпионата СССР уступил Зазе Турманидзе. В июне 1991 года в Запорожье на чемпионате СССР завоевал бронзовую медаль. Параллельно там же в финале Спартакиады уступил Игорю Климову. После распада СССР выступал за Беларусь, принимал участие на нескольких чемпионатах Европы.

## Спортивные результаты
- Кубок мира по борьбе среди молодёжи 1986 — ;
- Чемпионат мира по борьбе среди молодёжи 1987 — ;
- Чемпионат СССР по вольной борьбе 1990 — ;
- Чемпионат СССР по вольной борьбе 1991 — ;
- Спартакиада народов СССР — ;
- Чемпионат Европы по борьбе 1992 — 8;
- Чемпионат Европы по борьбе 1993 — 5;
- Чемпионат Европы по борьбе 1994 — 6;

## Личная жизнь
Является сыном трёхкратного олимпийского чемпиона по вольной борьбе Александра Медведя. Есть сын Александр.